# Арманд, Давид Львович
Дави́д Льво́вич Арма́нд (14 апреля 1905, Москва — 28 ноября 1976 или 27 ноября 1976, Москва) — советский физико-географ, ландшафтовед, специалист в области охраны природы, популяризатор географических знаний. Доктор географических наук (1957), профессор (1963), заслуженный деятель науки РСФСР (1973).
Вице-президент Московского филиала Географического общества СССР (1958—1963). Член редколлегии журнала «Вопросы географии». Член Союза писателей (1940), автор многих научно-популярных книг и брошюр.
Один из создателей научного направления геофизики ландшафтов. Инициатор создания земельного кадастра на территорию СССР.

## Биография
Родился 14 апреля 1905 года в Москве, в семье предпринимателя-фабриканта.
В 1927 году окончил Государственный электромашиностроительный институт им. Я. Ф. Каган-Шабшая в Москве, пройдя обучение за 2 года.
В 1930—1935 годах работал конструктором, инженером, начальником гальванического цеха на заводе «Динамо» в Москве.
В 1940 году с отличием окончил географический факультет МГУ. С этого же года — научный сотрудник Института географии АН СССР, в котором проработал до конца жизни.
В 1940—1943 годах изучал географию зарубежных стран, написал книги о Румынии и Японии.
С 1943 года — кандидат географических наук, старший научный сотрудник. В годы Великой Отечественной войны работал в Комиссии геолого-географического обслуживания Красной Армии, в группе экономики и географии капиталистических стран и в экспедициях особого назначения на Урале.
С 1952 года участвовал в работе академической комиссии по заповедникам и Комиссии по охране природы Отделения биологии АН СССР.
В 1956—1958 руководил комплексным отрядом Среднехуанхейской противоэрозионной экспедицией КНР.
В 1960 году возглавил отдел физической географии Института географии, а затем его Курский исследовательский стационар (Курская полевая экспериментальная база (КПЭБ) Института географии АН СССР на территории Центрально-Чернозёмного государственного заповедника имени профессора В. В. Алёхина).
В 1960—1965 годах— член учёного совета Института географии АН СССР.
В 1963 году присвоено звание профессор.
Выйдя на пенсию в 1970 году, продолжал работать консультантом.
Умер 28 ноября 1976 года. Согласно завещанию Д. Л. Арманда, его прах (как и прах его жены) развеян над Москвой.

## Семья
- Отец из семьи фабрикантов французского происхождения — Арманд, Лев Эмильевич (1880—1942)[2] (похоронен на Введенском кладбище вместе с дочерью Евгенией (1891—1968) — участок 10[3]).
- Мать, Лидия Марьяновна Тумповская (1882—1931), происходила из образованной еврейской семьи, общественный и политический деятель. Была гласным Московской Городской Думы 1917—1918 г.г. от фракции эсеров.

Дед со стороны матери — Марьян Давидович Тумповский (1848—1924), статский советник — был известным детским врачом и учёным-медиком, доктором медицины (1890); участник Русско-турецкой войны 1877—1878 годов в качестве младшего ординатора военно-временного госпиталя № 42 и затем дивизионного лазарета 39-й пехотной дивизии на кавказско-азиатском театре военных действий; как выпускник в 1875 году Варшавского университета получил разрешение селиться вне черты оседлости. Сестра матери, Елена Мариановна Тумповская (1884—1966), жена экономиста и члена ЦК ПСР А. П. Гельфгота (1887—1938), за участие в революционной деятельности была приговорена к смертной казни, заменённой на вечную каторгу. Другая сестра матери — поэтесса Маргарита Тумповская (1891—1942), жена филолога Л. С. Гордона (1901—1973). Бабушка, Ревекка Михайловна Тумповская, дочь купца 1-й гильдии, также была литератором, автором книги «Христос и евреи», стихов и переводов.
Вместе с родными, высланными из России за участие в революции 1905—1907 годов, до 1910 года жил в Италии, Франции, Швейцарии. В Италии на о. Капри вместе с родителями несколько раз посещал М.Горького. В 1920-е годы учился и работал в Подмосковье в организованной его матерью Л. М. Арманд опытно-показательной школе (детской колонии) второй ступени с сельскохозяйственным уклоном. Колония была закрыта в 1924 году, а сама Л. М. Арманд арестована (как член партии левых эсеров, она арестовывалась многократно)..
- Сын Алексей (1931—2020) — географ, заслуженный деятель науки Российской Федерации.

## Научные достижения
Автор исследований по физической географии зарубежных стран, теоретическим и количественным методам в физической географии.
Занимался проблемами борьбы с эрозией и дефляцией, охраны природы и составления земельного кадастра.
Применил экспериментальный метод исследования в физической географии. Разработал вопросы улучшения природы в зоне недостаточного увлажнения степных и лесостепных территорий путём изменения воднотеплового режима.
Рассматривал природные объекты как геосистемы. Изучая проблему охраны природы, отстаивал конструктивный подход к проблеме взаимоотношения человека с природной средой: им сформулирован принцип — не просто охрана природной среды, а синтез её охраны с рациональным использованием природных ресурсов.
Л. Д. Арманд владел 5 европейскими языками и эсперанто, проблемам которого посвящены его лингвистические статьи.

## Награды и премии
- 1957 — 1-я премия Московского общества испытателей природы за серию статей по борьбе с эрозией и засухой.
- 1963 — Золотая медаль имени П. П. Семёнова-Тян-Шанского Географического общества СССР — за докторскую диссертацию, изданную в виде монографии «Физико-географические основы проектирования сети полезащитных лесных полос» (1961).
- 1965 — Диплом 1-й степени Всесоюзного общества «Знание» за научно-популярную книгу «Нам и внукам» (1964).

## Сочинения
Автор более 700 научных трудов (6 монографий, 5 научно-популярных книг), из них более 60 переведено на иностранные языки. Также автор опубликованных только в 2009 году воспоминаний.
- Арманд Д. Л. и др. Румыния: Экономико-географическое описание в фактических границах 1941 года / Д. Л. Арманд, А. И. Баранов, А. В. Живаго, З. А. Зенкова; Под ред. акад. А. А. Григорьева и проф. В. Ф. Васютина; АН СССР. Ин-т географии. — М.: Воен. изд-во, 1944. — 89 с.
- Арманд Д. Л. Румыния: Экономико-географическое описание. — М., 1946.
- Арманд Д. Л. Остров Хоккайдо: Физико-географическое описание / АН СССР. Ин-т географии. — М.; Л.: Изд-во АН СССР, 1947. — 147 с. — (Научно-популярная серия).
- Арманд Д. Л. и др. Зарубежная Азия: физическая география: учеб. пособие для гос. ун-тов и пед. ин-тов / Д. Л. Арманд, Б. Ф. Добрынин, Ю. К. Ефремов и др.; Предисл. Э. М. Мурзаева. — М.: Учпедгиз, 1956. — 608 с.
- Арманд Д. Л. Физико-географические основы проектирования сети полезащитных лесных полос / АН СССР. Ин-т географии. — М.: Изд-во АН СССР, 1961. — 368 с.
- Арманд Д. Л. Некоторые задачи и методы физики ландшафта. Геофизика ландшафта. — М.: Наука, 1967.
- Арманд Д. Л. Наука о ландшафте: (Основы теории и логико-математические методы). — М.: Мысль, 1975. — 288 с. — 7000 экз. (Посвящается памяти погибших товарищей Л. Ф. Куницына и А. А. Минца).
- Арманд Д. Л. Географическая среда и рациональное использование природных ресурсов / Отв. ред. д.г.н. Э. М. Мурзаев; АН СССР, Ин-т географии. — М.: Наука, 1983. — 240 с. — 2400 экз.

Научно-популярные книги
- Грозные силы природы. — М.; Л.: Детгиз, 1940. — 110 с.; 1941. — 95 с.; Ростов н/Дону, 1945. — 76 с.
- Как измерили Землю. — М.; Л.: Детгиз, 1941. — 192 с.
- Ореховая экспедиция. — М.; Л.: Детгиз, 1947. — 126 с.
- Арманд Д. Л. Нам и внукам. — М.: Мысль, 1964. — 184, [32] с. — 5000 экз.
  - Арманд Д. Л. Нам и внукам. — 2-е изд., доп. — М.: Мысль, 1966. — 256, [32] с. — 30 000 экз. (Книга переведена на эстонский и литовский языки).
- Физическая география в наши дни Архивная копия от 16 января 2021 на Wayback Machine. — М.: Знание, 1968. — 48 с. — (Новое в жизни, науке, технике; 1. Наука о Земле).

Воспоминания
- Арманд Д. Л. Путь теософа в стране Советов: Воспоминания / Давид Арманд. — М.: Аграф, 2009. — 608 с. — (Символы времени). — 1000 экз. — ISBN 978-5-7784-0391-8. (в пер.)